# Коч, Эд
Эд Коч (англ. Ed Koch; 12 декабря 1924 — 1 февраля 2013) — член палаты представителей США от 17-го и 18-го округов штата Нью-Йорк, 105-й мэр Нью-Йорка.

## Ранние годы
Эдвард (Эд) Коч родился в Бронксе в семье еврейских иммигрантов из восточной Галиции Йетты и Льюиса Коча. Будучи ребёнком, Эд работал гардеробщиком в Ньюаркском танцевальном зале в Нью-Джерси. в 1941 году он окончил в этом городе среднюю школу.
В 1943 году Эда призвали в армию. Службу он проходил в 104-м пехотном полку, который в сентябре 1944 года высадился во французском Шербуре. За время службы Коч получил медаль «За Европейско-Африканско-Ближневосточную кампанию», две звезды за службу, медаль Победы во Второй мировой войне и значок боевого пехотинца. После войны говорящий по-немецки Коч был откомандирован в Баварию, чтобы поспособствовать в процессе смещения с постов местных нацистских государственных служащих. В 1946 году в звании сержанта он вышел в отставку. Годом ранее он окончил нью-йоркский Сити-колледж, а в 1948 году получил юридическую степень на юридическом факультете Нью-Йоркского университета.
С 1949 по 1964 год Коч вёл единоличную адвокатскую практику, а с 1965 по 1968 год входил в объединение Koch, Lankenau, Schwartz & Kovner. Член Демократической партии, он активно занимался политикой. В 1962 году Коч попытался избраться в ассамблею штата Нью-Йорк, но потерпел поражение. Вместо этого он избрался председателем манхэттенского района Гринвич-Виллидж. Спустя пять лет, в 1967 году, он вошёл в городской совет Нью-Йорка и прослужил в нём до 1969 года.

## Членство в Палате представителей
С 3 января 1969 года по 3 января 1973 года Коч занимал должность члена Палаты представителей США от 17-го избирательного округа штата Нью-Йорк. 17-й округ был преобразован в 18-й, и Коч представлял его до 31 декабря 1977 года. Коч охарактеризовывал себя как «вменяемый либерал» (англ. liberal with sanity). Так, он выступил против возведения социального жилья на 3000 человек в спальном районе Форест-Хилс в Куинсе, против которого выступали местные жители.
Будучи конгрессменом, Коч также продвигал идею о необходимости защиты прав человека в контексте угрозы со стороны коммунистического блока. В 1976 году он предложил отказаться от военной помощи правительству Уругвая. В том же году ЦРУ обнаружило планы чилийского управления национальной разведки по физическому устранению Коча. Эти планы не рассматривались всерьёз вплоть до убийства в сентябре 1976 года в Вашингтоне бывшего министра иностранных дел Чили Орландо Летельера. Тогдашний Директор Центральной разведки Джордж Буш старший хоть и предупредил Коча о возможной опасности, охрана последнему предоставлена не была.

## Мэр Нью-Йорка
Первый раз Коч попробовал избраться мэром Нью-Йорка в 1973 году, но вышел из предвыборной гонки ещё до праймериз Демократической партии. Спустя четыре года он вновь выдвинулся кандидатом в мэры. Ему противостояли действующий мэр Абрахам Бим, член Палаты представителей от 20-го округа штата Нью-Йорк Белла Абцуг и государственный секретарь штата Нью-Йорк Марио Куомо. Основным пунктом предвыборной программы Коча являлось соблюдение общественного порядка. Авария в городской энергосистеме, случившаяся в июле того же года, и последовавшие за ней уличные беспорядки сыграли ему на руку, рейтинг Коча сильно возрос, и он одержал победу на выборах.
На выборах 1981 года Кочу удалось переизбраться с поддержкой в 75 %. На следующий год он попытался избраться губернатором штата Нью-Йорк, но проиграл выборы Марио Куомо, занимавшему на тот момент уже должность вице-губернатора штата Нью-Йорк.
Несмотря на заявленную приверженность либеральным идеям, по некоторым вопросам Коч от них отступался. Так, он был твёрдым сторонником смертной казни и выступал за повышение качества жизни такими методами, как предоставление полиции широких полномочий в отношении бездомных и наложение запрета на радиовещание в метро и автобусах. Подобные методы вызвали критику Американского союза защиты гражданских свобод и многих афроамериканских общественных деятелей.
В 1984 году Коч опубликовал свою первую книгу мемуаров «Мэр» (англ. Mayor), по которой впоследствии был поставлен мюзикл.
В 1985 году Кочу вновь удалось переизбраться. Он стал третьим человеком со времени объдинения Нью-Йорка, сумевшим избраться мэром три раза. На этот раз ему удалось набрать 78 % голосов избирателей. Третий срок Коча был омрачён разразившимися в Нью-Йорке экономическим кризисом, расовыми беспорядками и коррупционным скандалом, в результате которого бывший президент боро Куинс Дональд Мейнс покончил с собой.
В 1989 году Коч попытался переизбраться на четвёртый срок, но в этот раз проиграл выборы Дэвиду Динкинсу.

## Последние годы
После ухода с поста мэра Коч вернулся к адвокатской деятельности. Также он стал политическим комментатором, а также занимался обзорами кинофильмов и ресторанов. В 1999 году Коч занимался чтением лекций в Брандейском университете. В 2004 году вместе со своей сестрой Пэт он написал автобиографическую детскую книгу «Эдди, младший брат Гарольда».
1 февраля 2013 года в Нью-Йоркском пресвитерианском госпитале от остановки сердца Эд Коч скончался. Он никогда не был женат.